# Vateria
- Commons
- Wikispecies

Vateria L. é um género botânico pertencente à família Dipterocarpaceae, encontrado no sudeste da Ásia.

## Espécies
| - Vateria acuminata - Vateria affinis - Vateria canaliculata - Vateria ceylanica - Vateria copallifera | - Vateria cordifolia - Vateria disticha - Vateria elegans - Vateria indica - Vateria macrocarpa |

## Classificação do gênero
| Sistema | Classificação                      | Referência               |
| ------- | ---------------------------------- | ------------------------ |
| Linné   | Classe Polyandria, ordem Monogynia | Species plantarum (1753) |